# Université de Kara

## Présentation
L'université de Kara (UK) est une université publique d'Afrique de l'Ouest .Elle est située dans la ville de Kara au nord du Togo. Fondée en 2004, elle est l'une des deux universités d'enseignement supérieur du Togo après l'université de Lomé.

## Historique
Créée par décret n° 99-011/PR du 21 janvier 1999, l'université de Kara n'a effectivement ouvert ses portes que le 23 janvier 2004 avec 1 537 étudiants répartis entre trois facultés (faculté des lettres et sciences humaines, la faculté de droit et des sciences politiques, la faculté des sciences économiques et de gestion). Elle est née en réponse à la nécessité d'étendre l'offre universitaire dans le pays et de réduire l'écart entre la capitale Lomé et les régions intérieures du Togo. La première promotion d'étudiants a été admise en 2005, et depuis lors, l'université a connu une croissance constante,,.

## Facultés et instituts
L'université de Kara est composée de cinq facultéset deux instituts:
- Faculté des lettres et sciences humaines (FLESH)
- Faculté de eroit et des sciences politiques (FDSP) ;
- Faculté des sciences économiques et de gestion (FaSEG) ;
- Faculté des sciences et techniques (FAST) ;
- Faculté des sciences de la santé (FSS).
- Institut supérieur des métiers de l'agriculture (ISMA);
- Institut de formation en sciences pédagogiques et administration universitaire (ISPAU).

## Enseignement et recherche
L'université de Kara propose des programmes de premier cycle et de cycles supérieurs dans divers domaines, notamment la santé, le droit, les sciences humaines, l'économie et les sciences et technologies. Elle accueille également des programmes de recherche dans ces domaines.
Les étudiants de l'université ont accès à une variété de ressources pour soutenir leur apprentissage, notamment des bibliothèques, des laboratoires informatiques, des centres de recherche et des centres d'études. Les professeurs et les chercheurs de l'université sont également impliqués dans des projets de recherche et de développement à travers le Togo et la région.

### Centre de ressources informatiques
La construction du deuxième plus grand centre de ressources informatiques de la sous-région, après celui de l'université de Ouagadougou, est en construction à l'université de Kara. Depuis l'automne 2013, il accueille 375 ordinateurs, dont 267 pour les étudiants, ainsi qu'une salle de visioconférence, et une salle d’unité de production multimédias dédiée au corps enseignant.
L'université de Kara dispose d'une connexion internet Wi-Fi depuis la fin de l'année 2013.

## Enseignants
- Angèle Dola Akofa Aguigah (1955-), archéologue et femme politique togolaise.